# Férédougouba
Férédougouba är ett vattendrag i östra Guinea och nordvästra Elfenbenskusten, ett källflöde till Sassandra. I Elfenbenskusten kallas det även Bagbé. En del av vattendraget ingår i gränsen mellan länderna.